# Emerge (software)
emerge è un tool a riga di comando che rappresenta il cuore del sistema di gestione dei pacchetti di Gentoo Linux, ovvero Portage. Il comando è scritto in Python, è piuttosto complesso e presenta molte opzioni.

## Caratteristiche
Il comando emerge è l'utility più importante per accedere alle funzioni di Portage dalla riga di comando.

## Funzionamento
Il programma scarica il codice sorgente di un'applicazione specifica, come pure quello delle applicazioni e/o librerie necessaria a soddisfare le dipendenze. Una volta scaricati i file necessari, tutto viene compilato dai sorgenti. Le opzioni di compilazione possono essere ottimizzate attraverso la variabile d'ambiente CFLAGS a seconda delle impostazioni del computer e delle necessità dell'utente.
Il programma compila ed installa le applicazioni in un ambiente sicuro sandbox. In questo modo, tutte le applicazioni in uso vengono protette sin tanto che il nuovo software è completamente e correttamente installato nel sistema.